# Tomcsányi László (politikus)
Tomcsányi László (Felső-Reviscse, 1844. június 1. – Budapest, 1903. március 7.) ügyvéd és országgyűlési képviselő.

## Élete
Apja és elődei vármegyei tisztségeket viseltek. Tanulmányait Kassán végezte és ügyvédi oklevelének megszerzése után állami szolgálatba lépett. 1875-ben a tisztavölgyi királyi biztos mellett elfoglalt állásáról lemondott és ezzel az államszolgálatból kilépett. Még ugyanazon év augusztus 5-én a szobránci választókerület országgyűlési képviselőjévé választotta meg, 1896-ban heted ízben választották meg egyhangúlag. 1875-ben az akkori jobboldali ellenzékhez csatlakozott és különösen 1876-ban élénk részt vett a költségvetési vitában, midőn mint szónok, főleg pedig mint vitázó figyelmet keltett. Munkatársa volt az akkor Kállay Béni főszerkesztősége alatt megjelent Kelet Népének is. Ezután tagja volt a közjogi alapon álló ellenzéknek, tehát a nemzeti pártnak. A ház vitáiban hosszú évekig nem vett részt, tevékenységét a bizottságokban érvényesítette. Később pártjának bizalmából a pénzügyi bizottságban foglalt helyet. A Pallas Irodalmi és Nyomdai Részvénytársaságnak elnöke volt.
Cikke a Jogtudományi Közlönyben (1882. Hiányos aláírások a váltón); országgyűlési beszédei a Naplókban vannak.

## Munkája
- Elvbarátainkhoz. Bpest, 1878. (Berchtoldt Lászlóval).